# Kimberly Caldwell
Kimberly Ann Caldwell (25. veljače 1982.) američka je pjevačica i glumica, najpoznatija po pojavljivanju u Američkom idolu, popularnom pjevačkom natjecanju. Također ima i svoj talk show na televiziji TV Guide Network.
Prvi je nastup Caldwell imala s pet godina, na izboru ljepote. Godine 1995. pjevala je na pedesetoj obljetnici vjenčanja bivšeg američkog predsjednika Georgea Busha starijeg i njegove supruge Barbare. Pojavljivala se u brojnim TV emisijama sličnim Američkom idolu, a 2007. je glumila u hororu Krivo skretanje 2.

## Filmografija

### Filmovi
- Krivo skretanje 2 (2007.)
- Memories of Murder (2008.)

### Televizija
- Life on a Stick (2005.)
- The 411 (2005.)

## Vanjske poveznice
- Službena stranica
- Kimberly Caldwell u internetskoj bazi filmova IMDb-u (engl.)